# Liste der Biografien/Walg
Liste der Biografien |
Portal Biografien |
Personensuche
# |
A |
B |
C |
D |
E |
F |
G |
H |
I |
J |
K |
L |
M |
N |
O |
P |
Q |
R |
S |
T |
U |
V |
W |
X |
Y |
Z |
?
 
Wa |
Wc |
Wd |
We |
Wh |
Wi |
Wj |
Wl |
Wn |
Wo |
Wr |
Ws |
Wt |
Wu |
Ww |
Wy |
Wz
 
Waa |
Wab |
Wac |
Wad |
Wae |
Waf |
Wag |
Wah |
Wai |
Waj |
Wak |
Wal |
Wam |
Wan |
Wao |
Wap |
Waq |
War |
Was |
Wat |
Wau |
Wav |
Waw |
Wax |
Way |
Waz
 
Wala |
Walb |
Walc |
Wald |
Wale |
Walf |
Walg |
Walh |
Wali |
Walj |
Walk |
Wall |
Walm |
Waln |
Walo |
Walp |
Walq |
Walr |
Wals |
Walt |
Walu |
Walw |
Waly |
Walz
Die Liste der Biografien führt alle Personen auf, die in der deutschsprachigen Wikipedia einen Artikel haben. Dieses ist eine Teilliste mit 11 Einträgen von Personen, deren Namen mit den Buchstaben „Walg“ beginnt.

## Walg

### Walga
- Wałga, Jerzy (* 1946), Büchsenmacher

### Walge
- Walgenbach, Judith (* 1970), deutsche Künstlerin
- Walgenbach, Katharina, deutsche Pädagogin und Hochschullehrerin
- Walgenbach, Klaus, deutscher plastischer und ästhetischer Chirurg
- Walgenbach, Peter (* 1962), deutscher Betriebswirtschaftler
- Walger, Eckart (1924–2003), deutscher Geologe und Hochschullehrer
- Walger, Erich (1867–1945), deutscher Jurist und Politiker
- Walger, Sonya (* 1974), britische SchauspielerinSonya Walger (* 1974)

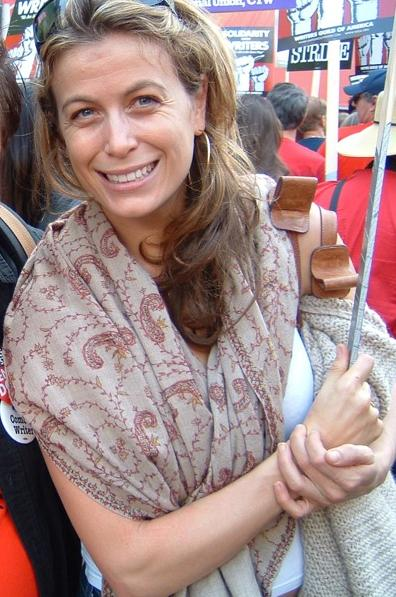
Sonya Walger (* 1974)

- Walger-Demolsky, Gabriele (* 1965), deutsche Politikerin (AfD), MdL

### Walgr
- Walgram, Christian (* 1981), österreichischer Fotograf
- Walgren, Doug (* 1940), US-amerikanischer Politiker